# 遊星からの物体X episodeII
『遊星からの物体X episodeII』（ゆうせいからのぶったいエックス エピソード2、原題：The Thing）は、イギリスのゲーム開発スタジオComputer Artworksが開発したサードパーソン・シューティングゲーム。日本では、コナミよりPlayStation 2版が2003年2月27日に発売された。ゲームキューブ版とゲームボーイアドバンス版も計画されたが、開発の初期段階で両方ともキャンセルされた。
映画『遊星からの物体X』（ジョン・カーペンター監督）の続編となる本作のストーリーは、調査メンバーに何が起こったのかを判断するために映画に登場する南極基地に派遣されたアメリカ陸軍特殊部隊チームの1人、ブレイク大尉を中心に展開する。本作はカーペンターの支持を得ており、カーペンターはゲーム中に登場するキャラクター、ファラディ博士の声を吹き替えている。
本作は全プラットフォーム合計の世界売上が100万本以上と商業的に成功を収めた上、概ね好意的な評価も得た。本作の続編は開発の初期段階に入っていたが、2003年に開発元のComputer Artworksが管財人の管理下に置かれたことで開発が中止された。

## 概要
映画の3か月後を舞台としており、プレイヤーがアメリカ陸軍特殊部隊の隊長ブレイクとなり味方の隊員である兵士、衛生兵、エンジニアと協力してエイリアンを倒していく内容である。映画の舞台となったアメリカ基地は、その終盤の状況が忠実に再現されている。
兵士は射撃の腕が良く主人公の援護射撃を主に行い、衛生兵は射撃の腕は劣るが医療キットを活用して負傷した主人公や味方を治療する役割を果たし、エンジニアは壊れたヒューズや電源装置を修理して物語を進めるのに必要となるなど、いかに味方を助けて互いに協力するかで人物の生死が決まり、ゲームにおける緊張感を高めている。
映画と同様に、味方が死体やグロテスクな場面を目撃すると恐怖メーターが高くなり、発狂したり自殺したりするなど、人間性を取り入れている点が特徴である。他にも信頼度メーターが存在し、味方を誤射したりエイリアンだと思い射撃したりすると信頼度が下がり、味方を助けたり武器を渡したりすると逆に上がるなど、映画を原作とした作品ならではの要素も含まれている。
細かいところでは、映画で描写された場所がゲーム中にも出てきたり、エイリアン以外にも武装した兵士との銃撃戦や潜入戦などのアクション的要素が取り入れられている。

## ストーリー
ゲームは本作のイベントから間もない南極大陸のアメリカ第31観測基地から始まる。アメリカ基地と近くのノルウェー基地を調査するために、アメリカ陸軍特殊部隊の2つのチームが到着した。J.F.ブレイク大尉をリーダーとするブラボーチームはアメリカ基地を調査し、ピアース大尉指揮下のアルファチームはノルウェー基地の調査に向かった。両チームはホイットリー大佐の指揮下にあり、ブレイクは無線でホイットリーと連絡を取り合っていた。アメリカ基地の調査中にブラボーチームはエイリアンと化したブレアによって作られた小型UFOとR.J.マクレディと名乗る男がもう誰も信用できないと語るメッセージが録音されたテープレコーダーを発見する。そして、同化した有機生命体の特徴と身体的外見を模倣できる地球外生命体にどのようにして侵入されたかについての詳細な情報を発見した。彼らはまた、映画の最後で生き残った2人のうちの1人であるチャイルズの凍死体を発見したが、もう一人のマクレディの姿は見当たらなかった。ホイットリーの命令で、ブラボーチームは施設内にC4爆弾を設置し、遠隔操作で爆発させて基地を破壊した。
ブラボーチームの他のメンバーはヘリで現地を離れている間にブレイクは連絡が途絶したアルファチームの発見・支援のためにノルウェーのキャンプに向かい、彼らが小型のエイリアンscuttlersの大群に襲われて散り散りになっていることを知る。最終的にブレイクはピアースを見つけるが、彼は皆感染していると信じ込む被害妄想に陥っており、人間であることを証明するために血液検査を受けるようブレイクに要求した。検査で人間であることを証明した後、彼とピアースはホワイトリーとの通信を再確立する方法を模索する。しかし、その後まもなくしてピアースを見失い、他の選択肢がないブレイクは通信室を探し続けるが、誰かが無線機を盗んで近くの倉庫に逃げたことを発見する。
倉庫に向かう途中の展望台でピアースと再会するが、彼は感染しており、エイリアンへと変貌しないようにピアースは頭を撃って自害した。ブレイクは無線機を持った男を追い続け、最終的に彼がエイリアンであることがわかり、殺して無線機を入手する。先に進んだ彼はノルウェー基地の下にある予備施設「Pyron」に入り、ショーン・ファラディ博士が指揮する研究チームを設置しているジェン株式会社を知る。ジェンはエイリアンの生物実験を行っていたが、研究チームが感染してしまい、今では施設内の生存者はほんの僅かだった。ブレイクはファラディを救出し、施設から出ようとするが、ホイットリーから麻酔銃で撃たれて阻止された。その後研究施設へと戻されたファラディはエイリアンウイルスの根絶を試みたが、ホイットリーに見つかってしまう。ウイルスの拡散を危惧するファラディに対し、ホイットリーは感染は制御できると主張し、（エイリアンの遺伝子に感染している）自分がよい見本であると語り、ファラディを射殺した。
ブレイクは現在放棄された研究施設「Strata」で目覚め、彼の細胞がエイリアンウイルスの感染に対して特異な耐性を持っていることを知る。監禁状態から脱出した後、ジェン株式会社がエイリアンの微生物形態を分離した「クラウドウイルス」を生物戦で使用するという政府の陰謀を発見する。ブレイクは、ホイットリーがその作戦全体の責任者であり、自身の末期癌を治そうとしてクラウドウイルスのB4種を自分に注射していたことを知る。
ブレイクはエイリアンやホイットリー指揮下の多数の秘密工作部隊員と戦いつつ施設内を進んでいく。ホイットリーが複数の貨物機を使って世界中にエイリアンウイルスの拡散を企てていることを知り、それらの機体を離陸前に破壊した。最終的にブレイクはホイットリーと対決し、彼を燃やすがホイットリーは無傷だった。彼は救出部隊が向かっており、部隊が到着した後で世界を感染させると宣言し基地の中に逃げていった。ブレイクは彼の後を追って映画で宇宙船の一部が発掘された現場にたどり着き、そこでホイットリーは巨大なエイリアンのクリーチャーに変身する。ブレイクは突如現れたヘリコプターのパイロットの助けを借りてホイットリーを打倒し、ヘリで基地から飛び立った。そして飛行中の機内でパイロットは自分がマクレディであることを明かす。

## 登場人物
声優は、原語版/日本語版の順。

### 主要人物
ブレイク（J.F. Blake）
声 - パー・ソリ/岸尾だいすけ
今回の事件で隊長の役割を果たすことになる主人公。気障な性格。
ホイットリー（R.C. Whitley）
声 - ウィリアム・B・デイヴィス/津田英三
司令官で階級は大佐。主人公に無線で任務を伝える。物語中盤から連絡が途絶える。その後は敵対し、自身にウイルスを注射し本作の最終ボスとして戦うことになる。
ション・ファラディ博士（Shaun Faraday）
声 ジョン・カーペンター/小谷津央典
エイリアンを研究している博士で衛生兵のように医療キットを所持している。
R,J マクレディ（R.J. MacReady）
声 - /平井誠一
『遊星からの物体X』で登場した人物。彼が残していたテープが、エイリアンの存在を知らせた。なぜ今まで生き延びていられたのかは不明だが、物語終盤にホイットリーと対峙する際、ヘリコプターに乗って登場しブレイクを助ける。

### ブラボーチーム
ウェルドン（Weldon）
声 - カム・クラーク/遠近孝一
衛生兵。恐がり屋。
ノース（North）
声 - /小谷津央典
黒人の兵士。
バロウズ（Burrows）
声 - 津田英三
小太りのエンジニア。

### アルファチーム
カーター（Carter）
声 - /松本大
エイリアンに攻撃され感染してしまったエンジニア。
クルーズ（Cruz）
声 - /今村卓博
ノルウェー基地のアイスブロックに隔離されていた兵士。ブレイクに対し友好的で、アルファチームの現状を伝える。
ピアース（Pierce）
声 - /石丸純
アルファチームの隊長。物語序盤でブレイク達と合流するものの離れ離れになってしまう。
その後、エイリアンに関する報告書を読んで人間不信に陥り、自身が感染したと思いこみピストル自殺をする。
ペイス（Pace）
声 - /山岸功
お調子者なエンジニア。出会い頭にブレイクを攻撃し殺しかける。ウィリアムズと行動を共にしていたが、ノルウェー人に攻撃され離れ離れになった。
ウィリアムズ（Williams）
声 - /村山明
ブレイクとペイスを信用できなく怯えている衛生兵。通信室へのアクセス権を持っている。
コリンズ（Collins）
声 - /緒方文興
ノルウェー人を追いかけていたが、エイリアンに囲まれて身動きがとれなくなってしまったエンジニア。

### その他の隊員
プライス（Price）
声 - / 緒方文興
潜水艇にいるエンジニア。
ファルチェック（Falchek）
声 - / 村山明
研究施設に監禁された衛生兵。
ディクソン（Dixon）
声 - / 保村真
研究施設に監禁されたエンジニア。
フィスク（Fisk）
声 - / 仮屋昌伸
研究施設に監禁された兵士。
テンプル（Temple）
声 - / 平井誠一
ホイットリーに殺されかけ、負傷した衛生兵。
ラベール（Lavelle）
声 - /
メカニック。
パウウェル（Powell）
声 - / 増田晋
倉庫にいるエンジニア。ブレイクと協力し、ホイットリーらの飛行機にC4爆弾を仕掛ける。
リード（Reed）
声 - / 中田博之
管制塔にいる衛生兵。大型エイリアンに襲われ、ケガを負う。
コーヘン（Cohen）
声 - / 中田博之
抗生物質を取るために1人で武器庫に潜り込んだ衛生兵。
ライアン（Ryan）
声 - / 仮屋昌伸
武器庫にいるエンジニア。コーヘンと共に行動していたが、後に彼を単身武器庫に潜り込ませた。
ストールズ（Stolls）
声 - / 山岸功
武器庫にいるエンジニア。コーヘンを1人で向かわせたことでストールズと口論になり、銃を向け合う。
オースティン（Austin）
声 - / 今村卓博
武器研究所にいるエンジニア。ブレイクを騙し、部屋に閉じ込めて毒ガスを流した。
ペルトーラ（Peltola）
声 - / 松本大
武器研究所にいるエンジニア。最後の仲間。

### 謎の人物・その他
ノルウェー人（Norwegian）
隊員達に攻撃したり、逃げまどうなど発狂をしている。無線を所持しているため行方を追っていくと感染してエイリアン（ボス）に変身する。
ホイットリー調査隊員（Whitley's Black Ops）
声 - / 今村卓博、保村真
エイリアンを外に持ち出そうとしている武装した兵士。
チャイルズ（Childs）
『遊星からの物体X』のラストシーンで炎上する基地から脱出してマクレディと再会し事態の行く末を呆然と見つめるという結末を迎えた生存者。今作冒頭では、ラストシーンの場所で凍死しているのが確認された。
『遊星からの物体X』の登場人物たち
ウィンドウズ（Windows）やギャリー（Garry）のものと思われる遺体が、基地の随所で確認される。

## 武器
ピストル
命中率と弾速が良く小型の敵に対して有効だが大型の敵に対しては役に立たない。
マシンガン
スタンダードな武器で連射性と制止力が高い。
ショットガン
攻撃力がとても高く主に大型の敵に対して有効で近距離では小型の敵を一撃で倒してしまう程だが、遠距離からの射撃では弾がバラけてしまうため正確さと攻撃力は低くなってしまう。持てる弾が少ないこととリロードの時間が長いことがデメリット。
火炎放射器
大型のエイリアンを殺すには炎による攻撃が必要。この武器は攻撃の継続時間がとても長いが近距離でしか攻撃が当たらないのでほとんどが接近戦になってしまう。
ジェットバーナー
火炎放射器の小型版で物語の前半にしか登場しない武器。この武器は後退しながら使わないと自分にも引火するので注意が必要。味方に渡せない。
スタンガン
敵兵士や信頼度の低い味方を戦闘不能にするのに最適な武器。無限に使うことはできるが攻撃力はない。
スナイパーライフル
遠距離の射撃に適していて敵兵士の頭を撃つと一撃で倒せる。味方の信頼度と恐怖心回復にはとても適しているが近距離では使い物にならない。
グレネードランチャー
この武器は手持ちの手榴弾類をより遠くにとばす事の出来る武器で着弾した瞬間に爆発する。近距離では自分も自爆してしまうので誤射などに注意が必要。味方に渡せない。
手榴弾
小規模な爆発を起こし、小型の敵ならば一撃で倒せる。
高性能手榴弾
大規模な爆発を起こし、小型の敵ならば一撃で倒せる。大型の敵に大ダメージを与えられる。
閃光手榴弾
敵を気絶させることの出来る手榴弾で特にボス系の敵に有効。ダメージもわずかに与えられる。
火炎手榴弾
爆発の瞬間に内部に入っている燃料に引火させる事で周りを炎に埋め尽くすことができる。大型の敵に有効。
その他に固定式機銃付き監視カメラやラスボスと対峙するときのみに使う固定式機関銃がある。

## アイテム
発煙筒
辺りを明るく照らしてくれる道具。しばらく使用すると捨てる。ドラム缶に引火させる事もできる。
ライト
目の前を明るく照らす道具。
消火器
一般家庭にもある消火器で、炎を消火する事ができる。
血液検査キット
中に科学溶液が入っており味方や自分から採血することで感染しているかがわかる、唯一の検査アイテム。
自分に使用して感染していないことを味方に証明する事もできる。
アドレナリン注射器
恐怖で怯えている味方を安心させることができ、しばらくの間恐怖を感じなくさせることができる。
医療キット
自分や味方の体力を約半分回復させることができる医療器具。
C4爆弾
決められた箇所に設置することができる任務遂行のための設置式爆弾。
鍵
鍵の掛かった扉を開ける事ができる。
カードキー
セキュリティロックを解除する事ができるカード。
ファイル
レポートや日記などがあり、中には重要なことが書いてあることも。

## 敵
小型のクリーチャー
主に二足歩行やクモのような四足歩行のエイリアンは、噛みついたり緑色の液体をかけてくる。
大型のクリーチャー
カマキリのようなエイリアンは、引っ掻いてきたり噛みついてくる。死ぬと小型のエイリアンが出現する。
二足歩行のエイリアンは、殴ってきたり小型のエイリアンを生産するうえ、緑色の液体をかけてくる。死ぬと小型のエイリアンが出現する。
四足歩行のエイリアンは、突進してきたり緑色の液体をかけてくるうえ、噛みついてくる。死ぬと小型のエイリアンが出現する。
隊員の服を着ている元味方のエイリアンは、引っ掻いてきたり緑色の液体をかけてくるが、死んでも小型のエイリアンは出現しない。
武装した兵士
ピストルやマシンガン、ショットガンや火炎放射器、そしてスナイパーライフルを装備した敵兵士は、主人公や主人公の味方を発見すると即時に撃ってくる。エイリアンに対しても、発見すると即時に攻撃する。
頭をスナイパーライフルで撃てば、即死する。スタンガンで攻撃すれば、武装を解除させることができる。

## 評価
本作は発売した三つのプラットフォーム全てで「概ね好意的なレビュー」を得ており、レビュー収集サイトのMetacriticでのPlayStation 2版のスコアは78/100（27レビューの加重平均）で、Xbox版は78/100（21レビューの加重平均）、PC版は77/100（19レビューの加重平均）である。

### 売上と賞
本作は世界売上が100万本以上と商業的成功を収めた。2003年のGame Developers Conferenceで本作は「Game Innovation Spotlight」賞を受賞した。また、GameSpotの「2002 Best Action Adventure Game on Xbox」にノミネートされた。

## 続編の開発中止
商業的成功を収め高評価を得た本作の後、続編の開発が進められたが、2003年10月に開発元のComputer Artworksが管財人の管理下に置かれたことで開発が中止された。

## 関連事項
- 影が行く - 映画の原作小説